# Couteau à poisson
Un couteau à poisson est un couteau de table utilisé pour manger du poisson.

## Description
Un couteau à poisson est un couteau dont la lame ne craint pas l'oxydation immédiate qui apparaîtrait sur l'acier. Elle était en argent ou argentée, en maillechort, et de nos jours en inox. Elle n'est guère tranchante, destinée surtout à séparer les arêtes du corps du poisson. Elle prend souvent la forme d'une spatule au bout pointu et recourbé légèrement. 
On en rencontre principalement deux types : l'un emmanché normalement, l'autre monobloc et deux fois coudé en truelle. Dans ce cas la lame apparaît soit plate, à tranchant unique, conçue pour un droitier (voir image), soit creusée en gouttière symétrique, pointue mais dépourvue de tranchant.